# Serhij Politylo
Serhij Olehovič Politylo (in ucraino Сергій Олегович Політило?; Novovolyns'k, 9 gennaio 1989) è un calciatore ucraino, centrocampista del Tytan Odessa.

## Caratteristiche tecniche
Gioca come centrocampista centrale ma all'occorrenza può essere impiegato sull'out di sinistra.